# Drosera rubrifolia
Drosera rubrifolia är en sileshårsväxtart som beskrevs av Debbert. Drosera rubrifolia ingår i släktet sileshår, och familjen sileshårsväxter. Inga underarter finns listade i Catalogue of Life.